# Eiraima Silvestre
Eiraima Silvestre (28 de agosto de 2000) es una deportista dominicana que compite en judo. Ganó dos medallas de bronce en los Juegos Panamericanos de 2023 y dos medallas en el Campeonato Panamericano de Judo, bronce en 2022 y oro en 2024.

## Palmarés internacional
| Juegos Panamericanos    | Juegos Panamericanos    | Juegos Panamericanos | Juegos Panamericanos |
| Año                     | Lugar                   | Medalla              | Categoría            |
| ----------------------- | ----------------------- | -------------------- | -------------------- |
| 2023                    | Santiago (Chile)        | Medalla de bronce    | –78 kg               |
| 2023                    | Santiago (Chile)        | Medalla de bronce    | Equipo mixto         |
| Campeonato Panamericano |                         |                      |                      |
| Año                     | Lugar                   | Medalla              | Categoría            |
| 2022                    | Lima (Perú)             | Medalla de bronce    | –78 kg               |
| 2024                    | Río de Janeiro (Brasil) | Medalla de oro       | –78 kg               |